# Takeshi Ono (fotbollsspelare född 1962)
Takeshi Ono (小野 剛 Ono Takeshi?), född 17 augusti 1962 i Chiba prefektur, är en japansk före detta fotbollsspelare och tränare.
Ono har tränat J1 League-klubben, Sanfrecce Hiroshima och J2 League-klubben, Roasso Kumamoto.